# Диалог (журнал)
«Диалог» (укр. Дiялог) — канадский украиноязычный общественно-политический журнал, издававшийся представителями левого крыла украинской диаспоры. Девизом издания был избран «За социализм и демократию на самостийной Украине» (укр. За соціалізм і демократію в самостійній Україні).

## История
К кругу основателей и сотрудников журнала принадлежали, например, Марко Бойцун, Богдан Кравченко, Роман Сенькусь, Галина Фриланд, Джон-Пол Химка, Кристина Хомяк, Мирослав Шкандрий. В работе журнала активное участие принимал польский историк Януш Радзейовский.
Среди публикаций журнала были такие авторы, как Вадим Белоцерковский, Всеволод Голубничий, Борис Левицкий, Иван Майстренко, Януш Радзейовский, Роман Роздольский, Леонид Плющ и др.

## Номера журнала

### Діялог. – 1977. – ч. 1
Первый номер журнала был посвящён дискуссии о природе СССР, в которой приняли участие Хиллель Тиктин, Эрнест Мандель и Всеволод Голубничий, публикации документов студенческого движения в Югославии, а также содержал украинский перевод послесловия Леонида Плюща к французскому изданию книги Ивана Дзюбы «Интернационализм или русификация?» и отрывки из воспоминаний Григория Костюка «Окаянные годы».

### Діялог. – 1979. – ч. 2
Во втором номере журнала помещено обширное интервью с Борисом Левицким «Национальное движение во время Второй мировой войны», статья Януша Радзейовского (под псевдонимом) о рабочем сопротивлении в ПНР, рецензия Э.П. Томпсона на книгу Рудольфа Баро «Альтернатива в Восточной Европе» и др.

### Діялог. – 1980. – ч. 3
В третьем номере помещена статья Ивана Майстренко о Таганрогском собрании КП(б)У 1918 года, анализ разгрома современной левой оппозиции в Ленинграде (группа «Левая оппозиция» Александра Скобова и Аркадия Цуркова) и письма, полученные редакцией.

### Діялог. – 1980. – ч. 4
В четвёртом номере журнала помещены материалы, посвящённые Валентину Морозу, статья Мирослава Шкандрия «„Бойчукизм“ и искусство 20-х годов», а также материалы про экономическую ситуацию на Украине и в Польше 1980 г.

### Діялог. – 1984. – ч. 10
В десятом номере журнала были перепечатаны две статьи Романа Роздольского, изначально опубликованные в «Обороне» Николая Цеглинского в 50-х годах и к настоящему моменту ставшие библиографической редкостью.

### Діялог. – 1987. – ч. 11
В последнем номере журнала, изданном уже в процессе активной фазы «Перестройки» и движения УССР к обретению независимости, была помещена программная статья Богдана Кравченко «Классовая структура и национальный вопрос в Советской Украине», также там были напечатаны статьи Милана Кундеры, Генриха Бёлля, Тараса Кузьо и др. материалы.

### Издательская деятельность
Помимо непосредственно журнала, редакционная группа «Диалога» издавала также книги и брошюры, такие, например, как «Разговор с Леонидом Плющом. Эксклюзивное интервью редакции „Диалога“» (Розмова з Леонідом Плющем. Ексклюзивне інтерв'ю редакції Діялогу. Редакція “Діялог”: Монтере, 1976), Костюк Г.А. «Окаянные годы. От лукьяновской тюрьмы до воркутинской трагедии (1935—1940)» (Окаянні роки: Від Лук’янівської тюрми до Воркутської трагедії (1935—1940). Редакція “Діялог”: Торонто, 1978).